# Soloz: Game of Life
Soloz: Game of Life är en malaysisk elektronisk sportbiografisk film och drama från 2025, regisserad av Syafiq Yusof och producerad av Key Billions, distribuerad av Skop Productions och sponsrad av Moonton. Den här filmen har Hun Haqeem, Ikmal Amry, Syafie Naswip, Noki K-Clique, Hafeez Mikail, Jaa Suzuran, Wafiy, Imran Aqil, Kahoe Hon, Nia Atasha och Jihaa Sham. Den här filmen berättar historien om Muhammad Faris Zakaria (Soloz) en YouTuber i MLBB E-sportsturnering.
Soloz: Game of Life sänds den 23 januari 2025. Den lyckades placera sig i toppen av de mest inkomstbringande filmlistorna i Malaysia och Brunei under sin första vecka.

## Röster
- Hun Haqeem som Soloz[9]
- Ikmal Amry som Irfan
- Syafie Naswip som Fizul
- Noki K-Clique som Safwan
- Hafeez Mikail som DaddyHood/Thanuk Nukk[10]
- Jaa Suzuran som Wafiey
- Wafiy som Afiq
- Imran Aqil som Anding
- Kahoe Hon som Ivan
- Nia Atasha som Emma
- Jihaa Sham som Maryam
- Fimie Don som Xavier
- Ezra Kairo som Cypher
- Hezza-Ezzickry Helmy som Franco
- Gbril som Gbril
- Zaid Erakad som Erakad
- Fauzi Nawawi som Zakaria
- Anne Abdullah som Safwan mor
- Luis Amante Pinero som Safwan far
- Mhia Farhana som Sara
- Mikael Noah som Irfan (barn)
- Iman Zarif Akram som Soloz (barn)
- Jane Teoh som Heroes Presenter
- Soloz som cameo, singaporeanska fans
- Putera Ammar Qayyim (Mars, Malaysisk e-sportatlet) som cameo, vattenbärare
- Remy Ishak som special thanks[11]

någon karaktär från spelserien dyker också upp som Gusion och Helcurt.

## Extern länk
- Soloz: Game of Life på Internet Movie Database (engelska)